# Emporió
Emporió (en grec, Εμποριό) és un poble i un jaciment arqueològic de l'illa de Quios (Grècia). Administrativament pertany a la unitat perifèrica de Quios, al municipi de Quios, a la unitat municipal de Mastijojoria, i a la comunitat local de Pyrgí. L'any 2011 tenia una població de 47 habitants.

## Arqueologia
En aquest lloc s'han dut a terme excavacions dirigides per l'Escola Britànica d'Atenes entre 1952 i 1955.
La ubicació del jaciment, al sud de l'illa de Quios, era afavorida per la presència d'un port natural. L'assentament fou habitat des del Neolític. El destruïren al 3000 ae.
Al s. XIII ae hi predomina una cultura local relacionada sobretot amb Anatòlia, com mostren la ceràmica i els usos funeraris d'aquest període, tot i que s'observen contactes comercials amb el món micènic. Al segle xii aC, però, després de la caiguda dels palaus micènics, s'aprecia un canvi cultural a Emporió, on desapareixen molts elements anatòlics i n'augmenten els micènics, i de manera molt significativa les tradicions culinàries. Aquest canvi s'ha interpretat com la colonització de l'assentament per part de persones d'origen grec. Aquesta colonització només durà uns 120 anys, ja que el llogaret fou destruït a l'entorn del 1100 ae.
Al cim del turó anomenat «Profeta Elies» s'ha trobat un edifici prehistòric que podria haver estat la residència d'un cap local, així com un temple d'Atena de mitjan segle VI ae, que fou destruït a principis del s. V i reconstruït al IV ae. Aquesta acròpoli tenia una muralla d'uns 800 m de llarg i 2 m d'alçada. D'altra banda, al vessant sud-oest s'han trobat restes d'un assentament fundat al s. VIII ae que fou abandonat cap a finals del s. II ae. A més, prop del port hi havia un temple dedicat a Apol·lo.